# Adelognathus rufithorax
Adelognathus rufithorax là một loài tò vò trong họ Ichneumonidae.